# Cámara de Representantes de Ohio
La Cámara de Representantes de Ohio es la cámara baja de la Asamblea General de Ohio, siendo la cámara alta el Senado de Ohio. La cámara está compuesta por 99 miembros, que cumplen mandatos de dos años con un límite de cuatro mandatos. La cámara está controlada por el Partido Republicano.
La cámara se reunió por primera vez en Chillicothe el 3 de marzo de 1803, bajo la posterior constitución estatal reemplazada ese año. En 1816, la capital se trasladó a Columbus, donde se encuentra actualmente.

## Composición
| 135.º Legislatura (2023-2024) | 135.º Legislatura (2023-2024) | 135.º Legislatura (2023-2024) | 135.º Legislatura (2023-2024) | 135.º Legislatura (2023-2024) | 135.º Legislatura (2023-2024) | 135.º Legislatura (2023-2024) | 135.º Legislatura (2023-2024) |
|                               | Partido                       | Partido                       | Partido                       | Partido                       | Ind.                          | Vac.                          | Total                         |
| Republicano                   | Dif.                          | Demócrata                     | Dif.                          |                               | Ind.                          | Vac.                          | Total                         |
| ----------------------------- | ----------------------------- | ----------------------------- | ----------------------------- | ----------------------------- | ----------------------------- | ----------------------------- | ----------------------------- |
|                               | Dif.                          |                               | Dif.                          |                               |                               |                               | Total                         |
| Bancas                        | 67                            | 3                             | 32                            | 3                             | -                             | -                             | 99                            |
|                               |                               |                               |                               |                               |                               |                               |                               |
| Último % de votos (2022)      | 68%                           | 68%                           | 32%                           | 32%                           | -                             |                               |                               |

## Liderazgos
| Posición             | Nombre          | Partido     |
| Portavoz             | Jason Stephens  | Republicano |
| Portavoz pro tempore | Scott Oelslager | Republicano |
| Líder de la mayoría  | Bill Seitz      | Republicano |
| Líder de la minoría  | Allison Russo   | Demócrata   |